# Руче (Анкона)
Руче (итал. Rucce) насеље је у Италији у округу Анкона, региону Марке.
Према процени из 2011. у насељу је живело 38 становника. Насеље се налази на надморској висини од 561 м.